# Veronica (Vreeswijk)
Veronica is een hitsingle uit 1972 van Cornelis Vreeswijk. Deze haalde de negende positie in de hitparade. Later werd er voor de Veronica Omroep Organisatie een speciale 538-versie uitgebracht met als B-kant De nozem en de non. In 2005 bereikte het liedje voor het eerst de Top 2000 van Radio 2 waar het twee jaar later de hoogste positie bereikte.

## NPO Radio 2 Top 2000
| Nummer met noteringen in de NPO Radio 2 Top 2000 | '05  | '06 | '07 | '08  | '09  | '10  | '11  | '12  | '13  |
| ------------------------------------------------ | ---- | --- | --- | ---- | ---- | ---- | ---- | ---- | ---- |
| Veronica                                         | 1333 | 885 | 672 | 1235 | 1127 | 1154 | 1317 | 1283 | 1695 |

1. ↑  Een vetgedrukt getal geeft de hoogste notering aan.
2. ↑  2005 was het eerste jaar met een notering voor dit nummer.
3. ↑  Deze tabel is bijgewerkt tot en met de laatste editie (2024).